# 赵正夫 (1930年)
赵正夫（1930年12月—2017年5月14日），男，河南博爱人，中华人民共和国政治人物，曾任河南省人民政府副省长，河南省政协副主席。